# Łazy

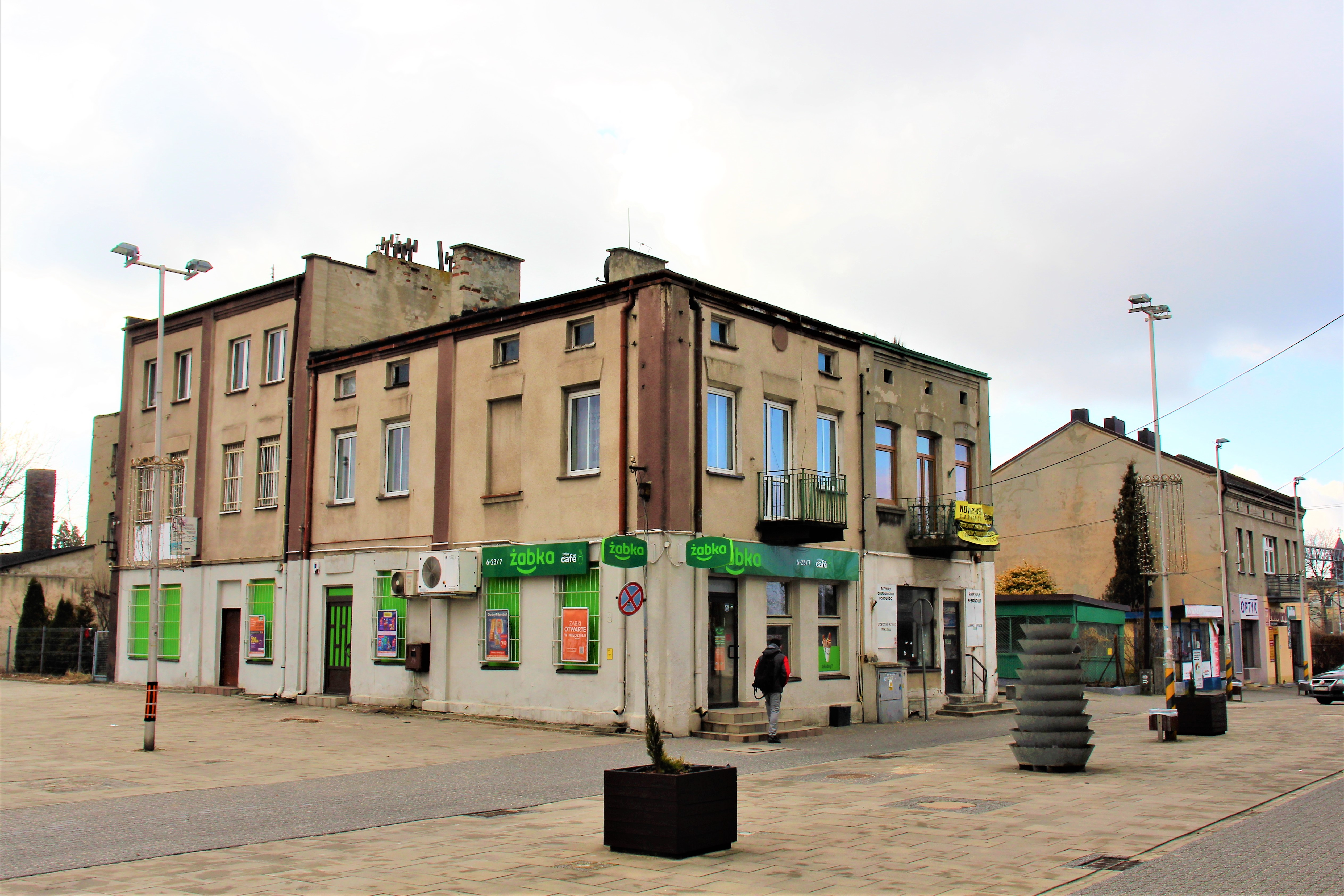
Fragment centrum

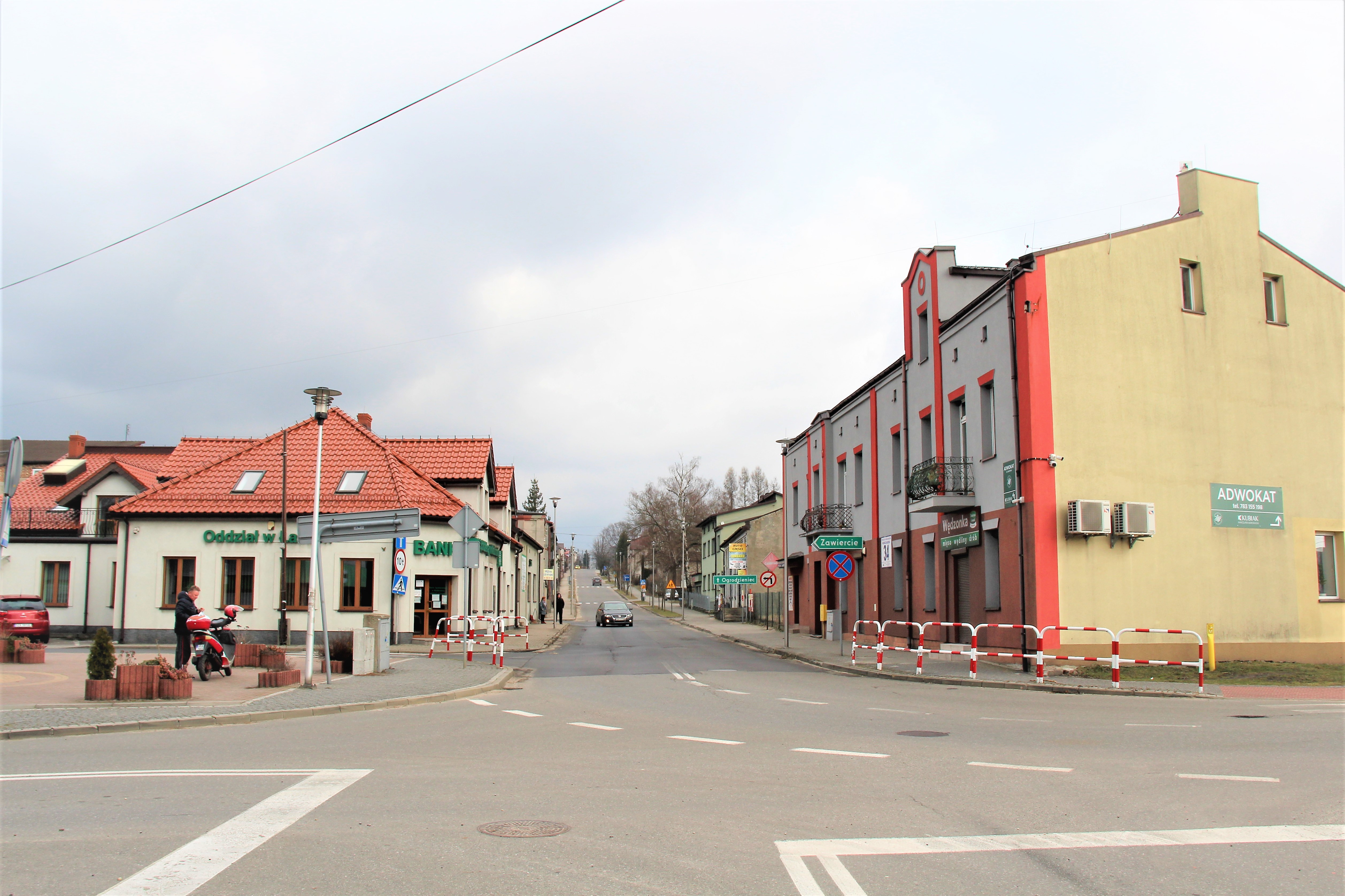
Fragment centrum

Łazy – miasto w Polsce położone, w województwie śląskim, w powiecie zawierciańskim, siedziba władz gminy miejsko-wiejskiej Łazy. Do 1947 r. miejscowość była siedzibą gminy Rokitno-Szlacheckie.
Według danych z 31 grudnia 2023 r. miasto miało 6378 mieszkańców.

## Położenie
Łazy historycznie, kulturowo i geograficznie położone są w Małopolsce i stanowią część dawnej ziemi krakowskiej. W XVI wieku należały do powiatu lelowskiego w województwie krakowskim.
Miejscowość leży na terenie Jury Krakowsko-Częstochowskiej.
Według danych z 31 grudnia 2010 r. powierzchnia miasta wynosiła 8,60 km².
W latach 1975–1998 miasto administracyjnie należało do województwa katowickiego.

## Demografia
Piramida wieku mieszkańców Łaz w 2014 r.:

## Historia
Miejscowość pojawiła się na mapach najpewniej pod koniec XVIII wieku. Rozwinęła się dzięki przebiegającej przez nią linii kolejowej, oddanej do użytku w 1848 roku. W dwudziestoleciu wojennym wieś należała do powiatu będzińskiego, a od 1 stycznia 1927 roku do gminy Rokitno-Szlacheckie w powiecie zawierciańskim. 20 stycznia 1945 roku do Łaz wkroczyły oddziały Armii Czerwonej. 1 stycznia 1967 roku miejscowość otrzymała prawa miejskie.

## Zabytki
- zabudowania lokomotywowni z końca XIX w.;
- parowóz Ty45 – 421;
- budynki fabryki materiałów ogniotrwałych z końca XIX w.;
- drewniane budynki z końca XIX w.;
- cmentarz wojenny w Łazach – cmentarz założony w 1914 r. na os. Podlesie;
- kościół św. Michała Archanioła z lat 1934–1949;
- zabytkowa wieża ciśnień z roku 1898

## Edukacja
W miejscowości Łazy znajdują się następujące budynki edukacyjne:
- Publiczne Przedszkole nr 1
- Niepubliczne Przedszkole „Biedroneczki” w Łazach
- Szkoła Podstawowa nr 1 im. Stanisława Konarskiego
- Szkoła Podstawowa nr 3
- Zespół Szkół im. prof. Romana Gostkowskiego

## Obiekty sportowe
- Park Wodny Jura (m.in. basen sportowy 25 m, basen rekreacyjny, brodzik dla dzieci, sauny, jacuzzi)
- Wielofunkcyjne boisko sportowe ze sztuczna nawierzchnią do gry w piłkę siatkową, ręczną, koszykową lub nożną przy skrzyżowaniu ulic Wyzwolenia i Adama Mickiewicza
- Zalew Mitręga
- Hala sportowa Klaudiusz, ściana wspinaczkowa
- Stadion miejski
- Boisko sportowe do siatkówki i koszykówki przy ul. Młynek
- Boisko sportowe do siatkówki i koszykówki przy ul. Trójkąt
- Boisko do koszykówki ze sztuczną nawierzchnią przy Szkole Podstawowej Nr 1
- Boisko sportowe do koszykówki przy ul. Wyzwolenia
- Boisko sportowe do gry w piłkę siatkową przy ul. Wyzwolenia
- Boisko sportowe do gry w piłkę nożną przy ul. Jesionowej
- Boisko sportowe do gry w piłkę nożną przy ul. 19 stycznia
- Boisko do siatkówki plażowej (zalew Mitręga)

## Wspólnoty wyznaniowe
- Kościół rzymskokatolicki:

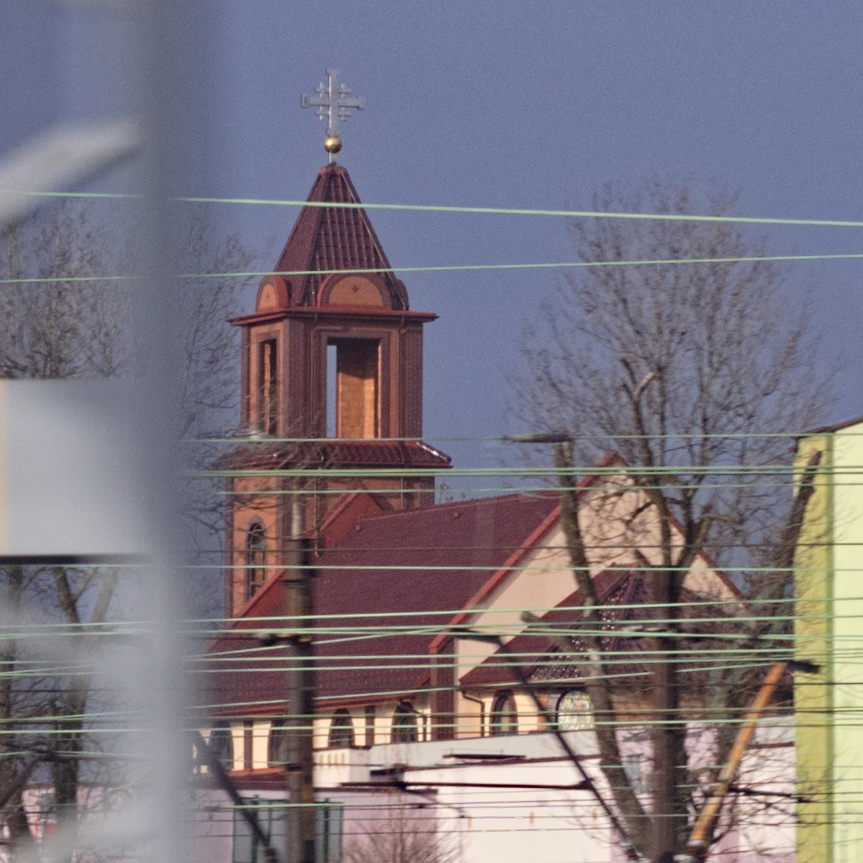
Kościół św. Maksymiliana Kolbego w Łazach (2020)

  - parafia św. Maksymiliana Marii Kolbego
  - parafia św. Michała Archanioła
- Świadkowie Jehowy:
  - zbór Łazy (Sala Królestwa ul. Generała Maczka 7)[6]

## Współpraca międzynarodowa
Miasta i gminy partnerskie:
- Tarcal (Węgry)
- Markvartovice (Czechy)
- Santovka (Słowacja)
- Böklund (Niemcy)
- Raismes (Francja)